# (488436) 2016 XR22
(488436) 2016 XR22 es un asteroide perteneciente al cinturón de asteroides, descubierto el 2 de septiembre de 2007 por el equipo del Mount Lemmon Survey desde el Observatorio del Monte Lemmon, Arizona, Estados Unidos.

## Designación y nombre
Designado provisionalmente como 2016 XR22.

## Características orbitales
2016 XR22 está situado a una distancia media del Sol de 2,638 ua, pudiendo alejarse hasta 2,942 ua y acercarse hasta 2,334 ua. Su excentricidad es 0,115 y la inclinación orbital 5,226 grados. Emplea 1565,49 días en completar una órbita alrededor del Sol.

## Características físicas
La magnitud absoluta de 2016 XR22 es 16,8.